# Campeonato Nacac de 2007
El I Campeonato Nacac de atletismo se celebró del 13 al 15 de julio de 2007 en la ciudad de San Salvador, El Salvador. La sede principal de los eventos fue el Estadio Nacional Jorge "El Mágico" González, mientras que las pruebas de marcha se desarrollaron sobre el bulevar de Los Héroes de la capital salvadoreña.

## Organización
La organización del certamen estuvo a cargo de la Federación Salvadoreña de Atletismo, que fue apoyada por el Instituto Nacional de los Deportes de El Salvador, junto a empresas privadas, y el aporte económico de la Asociación Internacional de Federaciones de Atletismo. Fue la primera ocasión que compitieron los atletas de categoría sénior de la región de Norteamérica, Centroamérica y del Caribe.

## Resultados

### Masculino
| Evento                  | Oro                                                                                  | Plata                                                                     | Bronce                                                                                         |
| ----------------------- | ------------------------------------------------------------------------------------ | ------------------------------------------------------------------------- | ---------------------------------------------------------------------------------------------- |
| 100 m                   | Richard Thompson Trinidad y Tobago 10,32                                             | Monzavous Edwards Estados Unidos 10,32                                    | Abidemi Omole Estados Unidos 10,34                                                             |
| 200 m                   | Jordan Vaden Estados Unidos 20,17                                                    | Michael Mitchell Estados Unidos 20,48                                     | Chris Lloyd Dominica 20,73                                                                     |
| 400 m                   | Calvin Smith, Jr. Estados Unidos 45,52                                               | Arismendy Peguero · República Dominicana · 45,63                          | Nery Brenes · Costa Rica · 46,0                                                                |
| 800 m                   | Golden Coachman Estados Unidos 1:49,01                                               | Pablo Solares · México · 1:49,28                                          | Moise Joseph Haití 1:50,25                                                                     |
| 1500 m                  | Pablo Solares · México · 3:45,29                                                     | Isaias Haro · México · 3:48,53                                            | Luis Soto Puerto Rico 3:49,69                                                                  |
| 5000 m                  | Benjamín Bruce Estados Unidos 14:27,90                                               | Julio César Pérez · México · 14:29,45                                     | José Amado García · Guatemala · 14:33,31                                                       |
| 10000 m                 | Julio César Pérez · México · 29:38,31                                                | José Amado García · Guatemala · 29:42,11                                  |                                                                                                |
| 110 m vallas            | Dexter Faulk Estados Unidos 13,35                                                    | Decosma Wright Jamaica 13,67                                              | Linnie Yarbrough Estados Unidos 13,70                                                          |
| 400 m vallas            | Laron Bennett Estados Unidos 48,76                                                   | Jonathan Williams Jamaica 48,88                                           | Javier Culson Puerto Rico 49,31                                                                |
| 3000 m obstáculos       | Michael Spence Estados Unidos 8:39,51                                                | Josafat González · México · 8:43,08                                       | Bemjamín Bruce Estados Unidos 8:56,09                                                          |
| 20 km marcha            | Walter Sandoval · El Salvador · 1:28:29                                              | David Mejía · México · 1:28:51                                            | Allan Segura · Costa Rica · 1:29,50                                                            |
| Salto de altura         | Adam Shunk Estados Unidos 2,23                                                       | Gerardo Eugenio Martínez · México · 2,21                                  | Julio Luciano · República Dominicana · 2,17                                                    |
| Salto con pértiga       | José Montano · México · 5,15                                                         | Christian Sánchez · México · 4,80                                         | Jeremy Scott Estados Unidos 4,80                                                               |
| Salto de longitud       | Carlos Jorge · República Dominicana · 7,89                                           | Tyrone Harris Estados Unidos 7,83                                         | LeJuan Simon Trinidad y Tobago 7,71                                                            |
| Triple salto            | Marc Kellman Estados Unidos 16,50                                                    | Allen Sims Puerto Rico 16,37                                              | LeJuan Simon Trinidad y Tobago 15,72                                                           |
| Lanzamiento de peso     | Rhuben Williams Estados Unidos 18,43                                                 | Tyron Benjamin Dominica 16,81                                             | Jorge Castro · Guatemala · 13,91                                                               |
| Lanzamiento de disco    | Nick Petrucci Estados Unidos 56,17                                                   | Adonson Shallow San Vicente y las Granadinas 52,39                        | Jesús Sánchez Villa · México · 50,15                                                           |
| Lanzamiento de martillo | Thomas Freeman Estados Unidos 70,32                                                  | Luis Saavedra · México · 62,62                                            | Roberto Sawyers · Costa Rica · 61,98                                                           |
| Lanzamiento de jabalina | Justin St. Clair Estados Unidos 73,16                                                | Darwin García · República Dominicana · 69,64                              | Rigoberto Calderón · Nicaragua · 66,50                                                         |
| 4 × 100 m               | Estados Unidos Abidemi Omole Jordan Vaden Michael Mitchell Monzavous Edwards 38,99   | Jamaica Decosma Wright Orlando Reid Tristan Taylor Carl Barret 39,77      | Trinidad y Tobago Nichonner Alexander Richard Thompson Rondel Sorillo Emmanuel Callander 39,92 |
| 4 × 400 m               | Estados Unidos Reuben McCoy Calvin Smith, Jr. Michael Mitchell David Neville 3:02,78 | Jamaica Dewayne Barret Ladsfor Spence Bryan Steele Michael Manson 3:04,32 | República Dominicana · Carlos Santa · Pedro Mejía · Yoel Tapia · Arismendy Peguero · 3:04,96   |
| Decatlón                | Darvin Colón Honduras 6330 pts.                                                      | Adolphus Jones San Cristóbal y Nieves 6092 pts.                           |                                                                                                |

### Femenino
| Evento                  | Oro                                                                              | Plata                                                                                   | Bronce                                                                                               |
| ----------------------- | -------------------------------------------------------------------------------- | --------------------------------------------------------------------------------------- | --- |
| 100 m                   | Michelle Lewis Estados Unidos 11,37                                              | Alexis Weatherspoon Estados Unidos 11,43                                                | Carol Rodríguez Puerto Rico 11,47                                                                    |
| 200 m                   | Virgil Hodge San Cristóbal y Nieves 22,73                                        | Shareese Woods Estados Unidos 22,97                                                     | Latonia Wilson Estados Unidos 23,14                                                                  |
| 400 m                   | Debbie Dunn Estados Unidos 52,68                                                 | Clora Williams Jamaica 53,27                                                            | Kineke Alexander San Vicente y las Granadinas 53,52                                                  |
| 800 m                   | Mary Harrelson Estados Unidos 2:05,10                                            | Lyzaira del Valle Puerto Rico 2:05,73                                                   | Sheena Goodings Barbados 2:06,01                                                                     |
| 1500 m                  | Mary Harrelson Estados Unidos 4:30,09                                            | Yamile Alaluf · México · 4:37,64                                                        | Sonny García · República Dominicana · 4:49,62                                                        |
| 5000 m                  | Whitney McDonald Estados Unidos 16:42,12                                         | Marisol Guadalupe Romero · México · 17:00,47                                            | Elsa Monterroso · Guatemala · 17:59,85                                                               |
| 100 m vallas            | Candice Davis Estados Unidos 13,12                                               | Tiffany Ofili Estados Unidos 13,27                                                      | Monique Morgan Jamaica 13,39                                                                         |
| 400 m vallas            | Latosha Wallace Estados Unidos 56,54                                             | Carlene Robinson Jamaica 57,25                                                          | Sherlenia Green Estados Unidos 58,26                                                                 |
| 3000 obstáculos         | Kristin Anderson Estados Unidos 10:21,82                                         | Sandra López · México · 11:04,79                                                        | Gabriela Traña · Costa Rica · 11:11,17                                                               |
| 10 km marcha            | Cristina Esmeralda López · El Salvador · 44:16,21                                | Verónica Colindres · El Salvador · 47:39,93                                             | Evelyn Nuñez · Guatemala · 47:40,36                                                                  |
| Salto de altura         | Levern Spencer Santa Lucía 1,89                                                  | Romari Rifka · México · 1,87                                                            | Juana Arrendel · República Dominicana · 1,87                                                         |
| Salto con pértiga       | Becky Holliday Estados Unidos 4,15                                               | Cecilia del Villar · México · 3,60                                                      | Gladys Quijada · El Salvador · 3,50                                                                  |
| Salto de longitud       | Shameka Marshall Estados Unidos 6,34                                             | Nolle Graham Jamaica 6,26                                                               | Tanika Liburd San Cristóbal y Nieves 6,12                                                            |
| Triple salto            | Ayana Alexander Trinidad y Tobago 13,29                                          | Tiombe Hurd Estados Unidos 13,22                                                        | Amy Seward Puerto Rico 12,93                                                                         |
| Lanzamiento de peso     | Cleopatra Borel-Brown Trinidad y Tobago 17,53                                    | Annie Alexander Trinidad y Tobago 15,89                                                 | Shemelle Nichols Barbados 15,82                                                                      |
| Lanzamiento de disco    | Stephanie Trafton Estados Unidos 59,27                                           | Annie Alexaner Trinidad y Tobago 53,63                                                  | Shernelle Nichols Barbados 51,15                                                                     |
| Lanzamiento de martillo | Jessica Cosby Estados Unidos 65,15                                               | Candice Scott Trinidad y Tobago 60,52                                                   | Jessica Ponce · México · 58,95                                                                       |
| Lanzamiento de jabalina | Ana Gutiérrez · México · 51,52                                                   | Anna Raynor Estados Unidos 50,86                                                        | Erma Evans Santa Lucía 47,95                                                                         |
| 4 × 100 m               | Jamaica Nadine Palmer Rose Whyte Anneisha McLaughlin Peta-Gaye Dowdie 43,73      | Estados Unidos Shameka Marshall Alexis Wheatherspoon Candice Davis Michelle Lewis 43,91 | Trinidad y Tobago Ayanna Hutchinson Sasha Springer Nandelle Cameron Fanna Ashby 43,98                |
| 4 × 400 m               | Estados Unidos Latosha Wallace Shareese Woods Latonia Wilson Debbie Dunn 3:29,15 | Jamaica Ronetta Smith Carlene Robinson Rose Whyte Clora Williams 3:30,16                | El Salvador · Verónica Quijano · Josseline Escobar · Natalia Santamaría · Jessica Bautista · 4:01,50 |
| Heptatlón               | María Gabriela Carrillo · El Salvador · 5022 pts.                                | Mariana Abuela · México · 4824 pts.                                                     | Natoya Baird Trinidad y Tobago 4611 pts.                                                             |

## Medallero
| Núm. | País                               | Oro | Plata | Bronce | Total |
| ---- | ---------------------------------- | --- | ----- | ------ | ----- |
| 1    | Estados Unidos (USA)               | 28  | 9     | 6      | 43    |
| 2    | México (MEX)                       | 4   | 14    | 2      | 20    |
| 3    | Trinidad y Tobago (TTO)            | 3   | 3     | 5      | 11    |
| 4    | El Salvador (ESA)                  | 3   | 1     | 2      | 6     |
| 5    | Jamaica (JAM)                      | 1   | 7     | 1      | 9     |
| 6    | República Dominicana (DOM)         | 1   | 2     | 4      | 7     |
| 7    | San Cristóbal y Nieves (SKN)       | 1   | 1     | 1      | 3     |
| 8    | Santa Lucía (LCA)                  | 1   | 0     | 1      | 2     |
| 9    | Honduras (HON)                     | 1   | 0     | 0      | 1     |
| 10   | Puerto Rico (PUR)                  | 0   | 2     | 4      | 6     |
| 11   | Guatemala (GUA)                    | 0   | 1     | 4      | 6     |
| 12   | Dominica (DMA)                     | 0   | 1     | 1      | 2     |
| 12   | San Vicente y las Granadinas (VCT) | 0   | 1     | 1      | 2     |
| 14   | Belice (BLZ)                       | 0   | 1     | 0      | 1     |
| 15   | Costa Rica (CRC)                   | 0   | 0     | 4      | 4     |
| 16   | Barbados (BAR)                     | 0   | 0     | 3      | 3     |
| 17   | Haití (HAI)                        | 0   | 0     | 1      | 1     |
| 17   | Nicaragua (NIC)                    | 0   | 0     | 1      | 1     |